# Будинок на вулиці Поштовій, 16 (Кривий Ріг)

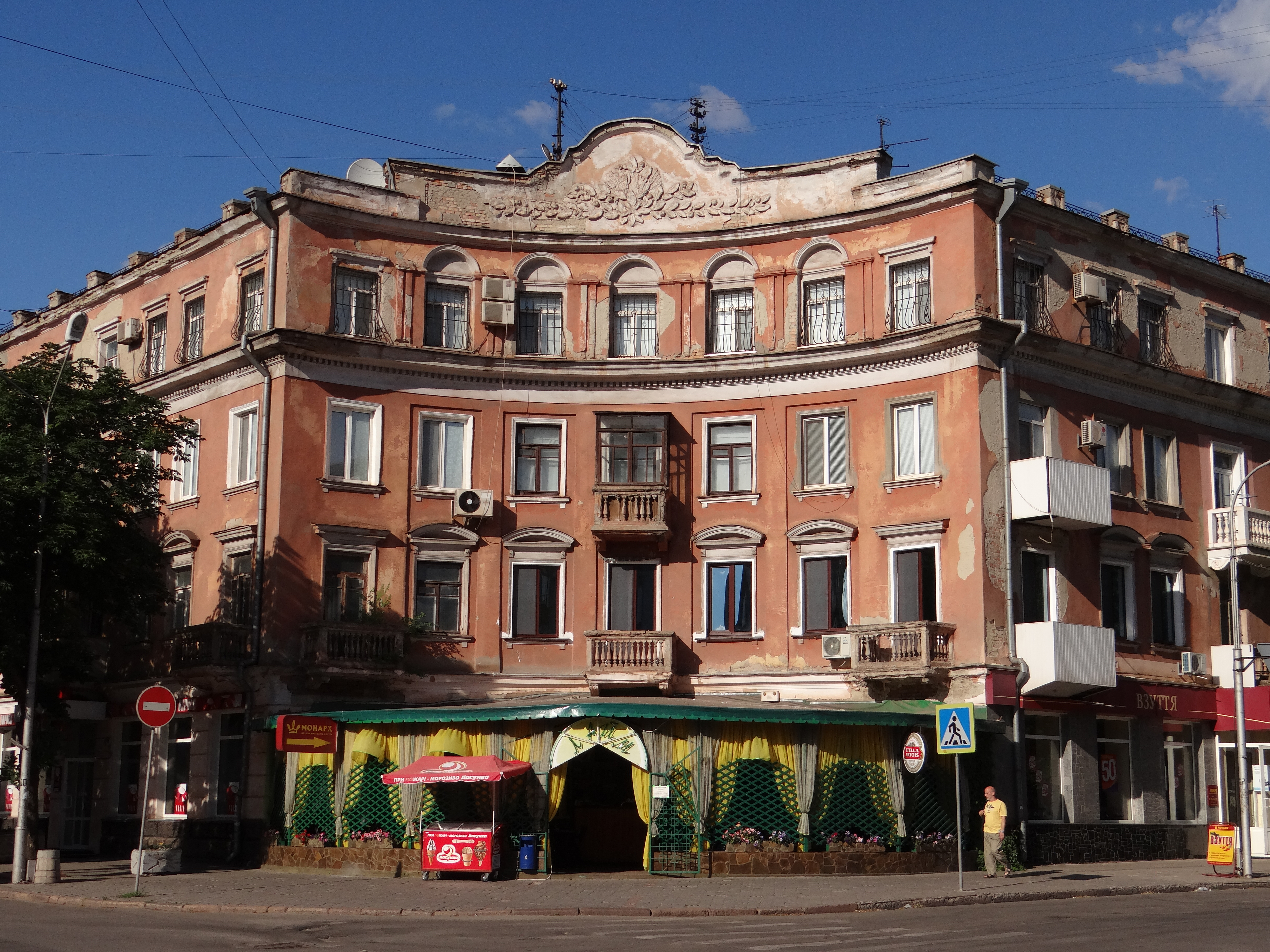
Будинок на вулиці Поштовій, 16 (Кривий Ріг)

Житловий будинок по проспекту Поштовому, 16 (Центрально-Міський район) збудований у 1949 р. Архітектори — В. Суманєєв, В. Млинарич, В. Вірченко.

## Передісторія
У 1949 р. за проєктом архітекторів «Кривбаспроекту» В. Суманєєва, В. Млинарича, В. Вірченка був побудований житловий будинок для співробітників тресту «Дзержинськруда» у стилі «сталінська неокласика». Особливість споруди полягає у відсутності житлових приміщень на першому поверсі, який був спеціально побудований для нежитлових об'єктів: крамниць та контор.
Відповідно до розпорядження голови Дніпропетровської державної адміністрації від 12.04.1996 р. № 158-р житловий будинок по проспекту Поштовому, 16 є пам'яткою архітектури місцевого значення міста Кривий Ріг з охоронним номером 133.

## Споруда
Пам'ятка – цегельна чотириповерхова споруда післявоєнної відбудови. Має 4 під'їзди та 21 квартиру. Перший поверх — дощатий руст, другий — тинькований. Належить до стилю «сталінська неокласика».